# Анже-5 (кантон)
Анже-5 (фр. Angers-5) — кантон во Франции, находится в регионе Пеи-де-ла-Луар, департамент Мен и Луара. Входит в состав округа Анже.

## История
Кантон Анже-5 был создан в 1973 году и упразднен в 1985 году. В результате административной реформы 2015 года кантон Анже-5 был вновь образован; в его состав вошли часть города Анже, по одной коммуне упраздненных кантонов Анже-Нор и Анже-Нор-Эст и четыре коммуны кантона Тьерсе.

## Состав кантона с 22 марта 2015 года
В состав кантона входят коммуны (население по данным Национального института статистики за 2020 г.):
- Анже (26 259 чел., северо-восточные кварталы)
- Бриолле (3 129 чел.)
- Кантене-Эпинар (2 362 чел.)
- Сулер-э-Бур (1 491 чел.)
- Фенё (2 188 чел.)
- Экуфлан (4 454 чел.)
- Экюйе (673 чел.)

## Политика
На президентских выборах 2022 г. жители кантона отдали в 1-м туре Эмманюэлю Макрону 34,6 % голосов против 23,2 % у Жана-Люка Меланшона и 14,9 % у Марин Ле Пен; во 2-м туре в кантоне победил Макрон, получивший 73,0 % голосов. (2017 год. 1 тур: Эмманюэль Макрон – 28,7 %, Франсуа Фийон – 22,8 %, Жан-Люк Меланшон – 20,1 %, Марин Ле Пен – 12,5 %; 2 тур: Макрон – 79,0 %).
С 2021 года кантон в Совете департамента Мен и Луара представляют вице-мэр города Анже Жанна Бер-Робинсон (Jeanne Behre-Robinson) (Agir (Действовать)) и мэр коммуны Сулер-э-Бур Жан-Франсуа Рембо (Jean-François Raimbault) (Разные правые).
|                | Кандидаты                            | Партия               | Первый тур | Первый тур     | Второй тур | Второй тур |
| Кол-во голосов | Кандидаты                            | Партия               | % голосов  | Кол-во голосов | % голосов  |            |
| -------------- | ------------------------------------ | -------------------- | ---------- | -------------- | ---------- | ---------- |
|                | Жанна Бер-Робинсон Жан-Франсуа Рембо | Разные правые        | 3 700      | 54,09          | 3 965      | 53,69      |
|                | Антони Гидо Клер Швейцер             | Левый блок — Зелёные | 3 141      | 45,91          | 3 420      | 46,31      |

|                | Кандидаты                     | Партия                  | Первый тур | Первый тур     | Второй тур | Второй тур |
| Кол-во голосов | Кандидаты                     | Партия                  | % голосов  | Кол-во голосов | % голосов  |            |
| -------------- | ----------------------------- | ----------------------- | ---------- | -------------- | ---------- | ---------- |
|                | Андре Маршан Софи Фуше-Майяр  | Социалистическая партия | 3 617      | 31,61          | 5 596      | 51,91      |
|                | Марк Кайо Каролин Фель        | Правый блок             | 2 577      | 22,52          | 5 184      | 48,09      |
|                | Ив Вьянне Мари-Клер Пуарье    | Национальный фронт      | 2 181      | 19,06          |            |            |
|                | Элизабет Менго Валантен Рембо | Разные правые           | 1 247      | 10,90          |            |            |
|                | Натали Бенар Доминик Делоне   | Европа Экология Зелёные | 1 159      | 10,13          |            |            |
|                | Ксавье Дюпейро Сандрин Пупе   | Коммунистическая партия | 662        | 5,79           |            |            |